# Aeroport Internacional Harry Reid
L'Aeroport Internacional McCaHarry Reidran (codi IATA: LAS, codi OACI: KLAS) (en anglès: Harry Reid International Airport) és el principal aeroport que dona servei a la ciutat de Las Vegas. Està situat a 8 km al sud del districte financer de Las Vegas, a l'àrea no incorporada de Paradise (Nevada). El conjunt aeroportuari cobreix una àrea de 1.100 hectàrees i disposa de quatre pistes d'aterratge. Un dels trets característics d'aquest aeroport és que disposa de 1.234 màquines escurabutxaques al llarg de les seves terminals de passatgers.
L'Aeroport Internacional Harry Reid va gestionar 40.469.012 passatgers durant l'any 2009, convertint-se en el 17è aeroport més ocupat del món. És utilitzat com a centre de connexions per a US Airways i la principal base aèria de Southwest Airlines i Allegiant Air.

## Història
Establert l'any 1942 com Alamo Airport en l'actual emplaçament de l'aeroport, no va ser fins al 1948 que el Comtat de Clark el va comprar. El seu nom es va canviar el mateix any, en honor del senador demòcrat Pat McCarran de Nevada. En aquest moment, Western Airlines, Trans World Airlines, Línies de Bonança aire i United Airlines comencen a donar servei a l'aeroport. Amb més d'un milió de passatgers el 1960, va passar a més de deu milions l'any 1980, a més de dinou milions el 1990 i a més de trenta-sis milions el 2000.
L'aeroport, anteriorment conegut com a Aerorpot Internacional McCarran, va canviar de nom l'any 2021 en honor al senador del Partit Demòcrata dels Estats Units Harry Reid.